# コンセール・スピリチュエル
ル・コンセール・スピリチュエル（Le Concert Spirituel）は、18世紀フランスの演奏会・音楽集団の名称である。「宗教音楽演奏会」の意味で、系統的に発達しえた最初の定期演奏会である。

## 沿革
フランスのようなカトリックの国では、復活祭の前の40日間（四旬節）に劇場の催しを休む習わしになっていて、その期間にはまじめなスタイルの音楽を公演する習慣ができていた。
作曲家でチェス選手のフランソワ＝アンドレ・ダニカン・フィリドール（1726年 - 1795年）の兄アンヌ・ダニカン・フィリドール（1681年 - 1731年）によって1725年に結成された。演奏会の会場はパリのテュイルリー宮殿にあるスイス人百人ホール（Salle des Cent Suisses）であった。毎年24回、午後2時から6時まで行われていた。1762年には常任指揮者2名のほかに歌手53名、楽手40名を擁している。
ル・コンセール・スピリチュエルは、アンドレ・カンプラやジャン＝ジョゼフ・ド・モンドンヴィル、ジャン＝フィリップ・ラモーといった作曲家たちによるグラン・モテの演奏に特化した組織として、フランスで嚆矢というべき存在だった。ヨーロッパ全土に盛名をはせて、諸外国の主要都市もこの催しをまねるようになった。フランスで最初の交響曲を書いたゴセックは、自作をコンセール・スピリチュエルで演奏した。1778年6月18日にはモーツァルトの『パリ交響曲』の初演が、コンセール・スピリチュエルでおこなわれた。しかし1791年、フランス革命によって演奏会は終焉を迎える。王政復古後、ナポレオン時代から計画されていたコンセール・スピリチュエルの復活が実現した。1818年、パリ・オペラ座の支配人が公開練習の指揮者フランソワ・アブネックに交響曲の演奏を依頼してから、本格的な演奏会になる。毎年の聖週といわれる復活祭の前週の月曜・水曜・金曜に行われ、1831年まではオペラ座で正確に繰り返された。第1回の演奏会にはベートーヴェンの序曲がプログラムに組まれ、交響曲第2番が1821年に初演された。1823年には同じくベートーヴェンのオラトリオ『オリーヴ山上のキリスト』、1825年には『ベネディクトゥス』などをフランスに紹介した。
1988年、バロック音楽の専門家であるエルヴェ・ニケが、古楽器によって18世紀フランス音楽を演奏する目的のもとに、「ル・コンセール・スピリチュエル」 (Le Concert Spirituel) の名称で演奏団体を創設した。